# Japan Le Mans Challenge 2006
Die Japan Le Mans Challenge 2006 war die erste Saison dieser Meisterschaft. Sie begann am 14. Mai und endete am 22. Oktober.

## Meisterschaft
Der Beginn der Meisterschaft war das 1000-Kilometer-Rennen von Sugo, das unter einer niedrigen Teilnehmerzahl litt, gerade einmal 12 Fahrzeuge waren gemeldet. Das letzte Rennen der Meisterschaft war mit 20 gemeldeten Fahrzeugen das meistbesuchte Rennen der Saison. Gefahren wurden drei Rennen, mit jeweils 1000 Kilometer Renndistanz. In der LMP1 Klasse sicherte sich Takahiko Shimazawa die Meisterschaft, in der kleineren Prototypenklasse gewannen Yuya Sakamoto, Yoshihisa Namekata & Tomonobu Fuji. In den Gran Turismo Klassen siegten Tatsuya Kataoka, Naoki Hattori & Eiichi Tajima in der GT1-Klasse und Koji Aoyama, Shinichi Takagi & Morio Nitta in der GT2-Klasse.

## Rennkalender
| Nr. | Datum       | Rennname / Ort                                             | Sieger LMP1                                  | Sieger LMP2                                     | Sieger GT1                                  | Sieger GT2                                     |
| --- | ----------- | ---------------------------------------------------------- | -------------------------------------------- | ----------------------------------------------- | ------------------------------------------- | ---------------------------------------------- |
| 1   | 14. Mai     | 1000-km-Rennen von Sugo (Sportsland SUGO)                  | Jidosha Koubou Myst                          | AIM Sports                                      | Hitotsuyama Racing                          | Team Kawamura                                  |
| 1   | 14. Mai     | 1000-km-Rennen von Sugo (Sportsland SUGO)                  | Takahiko Shimazawa Masaya Kouno Kenji Takeya | Shinsuke Yamazaki Yuuji Asou Masaru Tomizawa    | Tatsuya Kataoka Naoki Hattori Eiichi Tajima | Kouji Aoyama Shin’ichi Takagi Morio Nitta      |
| 2   | 2. Juli     | 1000-km-Rennen von Motegi (Twin Ring Motegi)               | Jidosha Koubou Myst                          | MYZ                                             | Hitotsuyama Racing                          | Team Kawamura                                  |
| 2   | 2. Juli     | 1000-km-Rennen von Motegi (Twin Ring Motegi)               | Takahiko Shimazawa Hiroshi Ohta Kenji Takeya | Yuya Sakamoto Yoshihisa Namekata Tomonobu Fujii | Tatsuya Kataoka Naoki Hattori Eiichi Tajima | Kouji Aoyama Shin’ichi Takagi Morio Nitta      |
| 3   | 22. Oktober | 1000-km-Rennen von Okayama (Okayama International Circuit) | Team Mugen                                   | MYZ                                             | JLOC                                        | Sunburst Rush                                  |
| 3   | 22. Oktober | 1000-km-Rennen von Okayama (Okayama International Circuit) | Seiji Ara Haruki Kurosawa                    | Yuya Sakamoto Yoshihisa Namekata Tomonobu Fujii | Kōji Yamanishi Yasatuka Hinoi Hisashi Wada  | Yutaka Matsushima Takeru Inui Masashi Kakuichi |

## Fahrer-Meisterschaft
In der Fahrer-Meisterschaft wurde den besten 5 Fahrern jeder Klasse die Punkte in der Reihenfolge 5-4-3-2,5-2 vergeben.

### LMP1
| Position | Fahrer             | Team                | Fahrzeug     | Punkte |
| -------- | ------------------ | ------------------- | ------------ | ------ |
| 1        | Takahiko Shimazawa | Jidosha Koubou Myst | Oscar SK93   | 12,5   |
| 2        | Kenji Takeya       | Jidosha Koubou Myst | Oscar SK93   | 10     |
| 3        | Hiroshi Ohta       | Jidosha Koubou Myst | Oscar SK93   | 7,5    |
| 4=       | Seiji Ara          | Team Mugen          | Courage LC70 | 5      |
| 4=       | Haruki Kurosawa    | Team Mugen          | Courage LC70 | 5      |
| 4=       | Masaya Kouno       | Jidosha Koubou Myst | Oscar SK93   | 5      |
| 6=       | Hideki Noda        | Hitotsuyama Racing  | Zytek 04S    | 4      |
| 6=       | Hiroki Katō        | Hitotsuyama Racing  | Zytek 04S    | 4      |
| 7=       | Yasumasa Wakahara  | Jidosha Koubou Myst | Oscar SK93   | 3      |
| 7=       | Kouta Sasaki       | Jidosha Koubou Myst | Oscar SK93   | 3      |
| 7=       | Tatsuya Hashimoto  | Jidosha Koubou Myst | Oscar SK93   | 3      |
| 8        | Kazuya Murase      | Jidosha Koubou Myst | Oscar SK93   | 2,5    |
| 9=       | Toshiya Itou       | Jidosha Koubou Myst | Oscar SK5.2  | 2      |
| 9=       | Tomoyuki Kawasaki  | Jidosha Koubou Myst | Oscar SK5.2  | 2      |
| 9=       | Tatsuya Mizutani   | Jidosha Koubou Myst | Oscar SK5.2  | 2      |

### LMP2
| Position | Fahrer                | Team                | Fahrzeug     | Punkte |
| -------- | --------------------- | ------------------- | ------------ | ------ |
| 1=       | Yuuya Sakamoto        | MYZ                 | Dallara GC21 | 15     |
| 1=       | Yoshihisa Namekata    | MYZ                 | Dallara GC21 | 15     |
| 1=       | Tomonobu Fujii        | MYZ                 | Dallara GC21 | 15     |
| 2=       | Tomokuni Waki         | Jidosha Koubou Myst | Oscar SK5.2  | 8      |
| 2=       | Masayoshi Furuya      | Jidosha Koubou Myst | Oscar SK5.2  | 8      |
| 2=       | Hisashi Tsukahara     | Jidosha Koubou Myst | Oscar SK5.2  | 8      |
| 3=       | Shinsuke Yamazaki     | AIM Sports          | Dallara GC21 | 5      |
| 3=       | Yuuji Aso             | AIM Sports          | Dallara GC21 | 5      |
| 3=       | Masaru Tomizawa       | AIM Sports          | Dallara GC21 | 5      |
| 4=       | Masayuki Yamamoto     | MYZ                 | Dallara GC21 | 4      |
| 4=       | Syougo Suhou          | MYZ                 | Dallara GC21 | 4      |
| 4=       | Jun'ichirou Yamashita | MYZ                 | Dallara GC21 | 4      |
| 4=       | Ryouhei Sakaguchi     | Jidosha Koubou Myst | Oscar SK5.2  | 4      |
| 4=       | Masayuki Ueda         | Jidosha Koubou Myst | Oscar SK5.2  | 4      |

### GT1
| Position | Fahrer          | Team               | Fahrzeug                    | Punkte |
| -------- | --------------- | ------------------ | --------------------------- | ------ |
| 1=       | Tatsuya Kataoka | Hitotsuyama Racing | Ferrari 550 Maranello       | 13     |
| 1=       | Naoki Hattori   | Hitotsuyama Racing | Ferrari 550 Maranello       | 13     |
| 1=       | Eiichi Tajima   | Hitotsuyama Racing | Ferrari 550 Maranello       | 13     |
| 2=       | Masaki Tanaka   | Team Leyjun        | Mosler MT900 R              | 12     |
| 2=       | Osamu Nakajima  | Team Leyjun        | Mosler MT900 R              | 12     |
| 2=       | Hiroya Iijima   | Team Leyjun        | Mosler MT900 R              | 12     |
| 3=       | Kōji Yamanishi  | JLOC               | Lamborghini Murciélago R-GT | 5      |
| 3=       | Yasutaka Hinoi  | JLOC               | Lamborghini Murcielago R-GT | 5      |
| 3=       | Hisashi Wada    | JLOC               | Lamborghini Murcielago R-GT | 5      |

### GT2
| Position | Fahrer               | Team            | Fahrzeug            | Punkte |
| -------- | -------------------- | --------------- | ------------------- | ------ |
| 1=       | Koji Aoyama          | Team Kawamura   | Porsche 996 GT3-RSR | 18     |
| 1=       | Shinichi Takagi      | Team Kawamura   | Porsche 996 GT3-RSR | 18     |
| 1=       | Morio Nitta          | Team Kawamura   | Porsche 996 GT3-RSR | 18     |
| 2=       | Yutaka Matsushima    | Sunburst Rush   | Porsche 964         | 10     |
| 2=       | Masashi Kakiuchi     | Sunburst Rush   | Porsche 964         | 10     |
| 3=       | Kazuyoshi Takamizawa | Team Takamizawa | Porsche 996 GT3-RS  | 8      |
| 3=       | Sunako Jukucho       | Team Takamizawa | Porsche 996 GT3-RS  | 8      |
| 3=       | Akihiko Tsutsumi     | Team Takamizawa | Porsche 996 GT3-RS  | 8      |
| 4=       | Dragon Kumita        | Proto Works     | Porsche 996 GT3-RS  | 6      |
| 4=       | Motoyoshi Yoshida    | Proto Works     | Porsche 996 GT3-RS  | 6      |
| 4=       | Yoshiaki Nakayama    | Proto Works     | Porsche 996 GT3-RS  | 6      |
| 4=       | Naoko Hagiwara       | Proto Works     | Mazda RX-7          | 6      |
| 5=       | Atsuko Oomura        | Proto Works     | Mazda RX-7          | 3      |
| 5=       | Yuuki Kawai          | Proto Works     | Mazda RX-7          | 3      |

## Team-Meisterschaft
Die Punktevergabe variierte je nach Teilnehmeranzahl der Klassen bei den Rennen. Für Klassen bis als 5 Teilnehmern wurden den besten 5 Teams die Punkte in der Reihenfolge 5-4-3-2,5-2 vergeben. In Klassen mit mehr als 5 Teilnehmern wurden den besten 8 Teams die Punkte in der Reihenfolge 10-8-6-5-4-3-2-1 vergeben.

### LMP1
| Position | Team                | Punkte |
| -------- | ------------------- | ------ |
| 1        | Jidosha Koubou Myst | 13     |
| 2        | Team Mugen          | 5      |
| 3        | Hitotsuyama Racing  | 4      |

### LMP2
| Position | Team                | Punkte |
| -------- | ------------------- | ------ |
| 1        | MYZ                 | 15     |
| 2        | Jidosha Koubou Myst | 12     |
| 3        | AIM Sports          | 5      |

### GT1
| Position | Team               | Punkte |
| -------- | ------------------ | ------ |
| 1        | Hitotsuyama Racing | 13     |
| 2        | Team Leyjun        | 12     |
| 3        | JLOC               | 5      |

### GT2
| Position | Team            | Punkte |
| -------- | --------------- | ------ |
| 1        | Team Kawamura   | 18     |
| 2        | Proto Works     | 12     |
| 3        | Sunburst Rush   | 10     |
| 4        | Team Takamizawa | 8      |